# Micronycteris megalotis
Micronycteris megalotis је врста слепог миша из породице љиљака-вампира (Phyllostomidae). 

## Распрострањење
Врста је присутна у Боливији, Бразилу, Венецуели, Гвајани, Еквадору, Колумбији, Парагвају, Перуу, Суринаму, Тринидаду и Тобагу и Француској Гвајани.

## Станиште
Врста Micronycteris megalotis има станиште на копну.

## Угроженост
Ова врста није угрожена, и наведена је као последња брига јер има широко распрострањење.

### Популациони тренд
Популациони тренд је за ову врсту непознат.